# Neopsylla compar
Neopsylla compar är en loppart som beskrevs av Jordan et Rothschild 1911. Neopsylla compar ingår i släktet Neopsylla och familjen mullvadsloppor. Inga underarter finns listade i Catalogue of Life.